# Glándula de Zeis
La glándula de Zeiss es una glándula sebácea unilobular que se encuentra localizada en el borde del párpado del ojo. La glándula de Zeiss segrega una sustancia aceitosa que se excreta a través de conductos excretorios del lóbulo sebáceo hacia la porción media del folículo piloso. En la misma área del párpado, cerca de la base de las pestañas, existen glándulas sudoríparas llamadas glándulas de Möll. Si las pestañas no son higienizadas, o si la glándula de Zeiss se infectase, ello puedo llevar a un absceso u orzuelo. Esta glándula lleva el nombre del oftalmólogo alemán Eduard Zeiss.